# Urcuquí
Urcuquí, también conocida como San Miguel de Urcuquí, es una ciudad localizada al norte de Ecuador. Es la cabecera cantonal del Cantón Urcuquí de la provincia de Imbabura.
Esta ciudad limita al norte con la parroquia de Salinas del cantón Ibarra; al sur con las parroquias de Imbaya, Chaltura y Atuntaqui del cantón Antonio Ante, y la parroquia de Imantag del cantón Cotacachi; al Oriente con la parroquia rural de San Blas del cantón Urcuquí y al Occidente con el cantón Ibarra.

## Fundación
La antigua parroquia fue establecida como cantón el 9 de febrero de 1984 por el Congreso Nacional, dentro de la provincia de Imbabura. El primer Presidente del Concejo Municipal fue Mauro Francisco López, que anteriormente trabajó en el Comité pro-cantonización.

## Toponimia
El nombre que lleva esta ciudad y el cantón se origina, luego de que en estos territorios, en la antigüedad, fueran habitados por diversos Ayllus (familias indígenas), en donde debido a la buena y desarrollada organización predominaron los urcuquíes, quienes dieron el nombre aborigen de Urcuque, que fonéticamente se compone de dos voces caranquis: urcu, que  quiere decir cerro y ciqui, que quiere decir asiento; es decir “asiento de cerro”. En la actualidad la composición fonética con el español determinó a este pueblo como Urcuquí.

## Actividades económicas
Sus habitantes tienen como principal actividad la agricultura y ganadería, se cultivan productos provinientes de climas fríos y subtropicales, en este orden la producción comprende: papas, maíz, ocas, mellocos, morochillo, trigo, habas, cebada, banano, fréjol, caña de azúcar, yuca, papaya, naranjilla, entre otros. En cuanto a la ganadería, la principal actividad económica ganadera se desarrolla en torno a ganado vacuno, porcino, caballar y lanar. Por otro lado, existen microempresas que producen lácteos y todos sus derivados.